# الأطباء (مسلسل تلفزيوني 1963)
الأطباء (بالإنجليزية: The Doctors)‏ هو مسلسل دراما تم إنتاجه في الولايات المتحدة. بدأ عرضه في سنة 1963 على هيئة الإذاعة الوطنية. بلغ عدد حلقاته 5155 حلقة، وتبلغ مدة الحلقة الواحدة 30 دقيقة. تم بث المسلسل لأول مرة بتاريخ 1 أبريل 1963 بينما تم بث آخر حلقة منه بتاريخ 31 ديسمبر 1982. من بطولة إليزابيث هوبارد وليديا بروس. فاز المسلسل بجائزة إيمي دايتايم لأفضل مسلسل دراما. تقع أحداث المسلسل في مستشفى «هوب موموريال» في بلدة خيالية تسمى «ماديسون».

## وصلات خارجية
- الأطباء على موقع IMDb (الإنجليزية)
- الأطباء على موقع كينوبويسك (الروسية)
- الأطباء على موقع قاعدة بيانات الفيلم (الإنجليزية)